# Distenia heterotarsalis
Distenia heterotarsalis är en skalbaggsart som beskrevs av Heller 1923. Distenia heterotarsalis ingår i släktet Distenia och familjen långhorningar.
Artens utbredningsområde är Filippinerna. Inga underarter finns listade i Catalogue of Life.